# Williams Street
Williams Street Productions, LLC, nota semplicemente come Williams Street e in precedenza come Ghost Planet Industries, è una casa di produzione statunitense per prodotti animati e live action. È di proprietà della Warner Bros. Discovery, all'interno della divisione Warner Bros. Global Kids, Young Adults and Classics.
Lo studio è responsabile internamente alle produzioni di Adult Swim. Mike Lazzo e Keith Crofford hanno supervisionato lo studio per la maggior parte della sua esistenza. Nel 2019, Lazzo si è ritirato dalla compagnia, venendo poi sostituito da Michael Ouweleen un anno dopo con la carica di presidente di Adult Swim. Nel 2021, Crofford è stato sostituito da Suzanna Makkos.
1065, il numero civico di Williams Street, è anche il numero di scafo della USS FishCenterprise di FishCenter Live (parodia dell'originale USS Enterprise di Star Trek).

## Storia

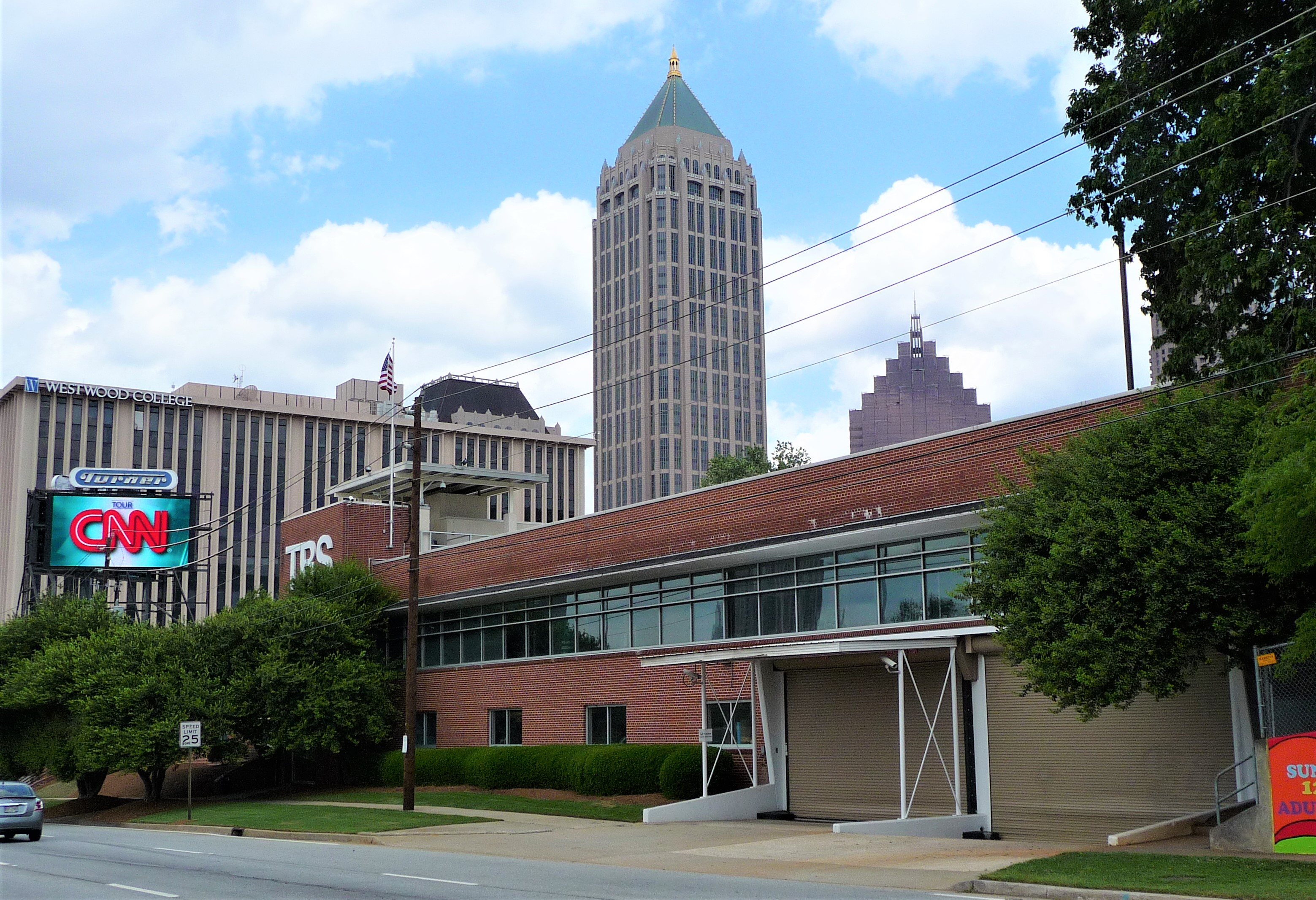
Il retro dello studio ad Atlanta, in Georgia

Il nome Williams Street proviene dalla posizione dello studio, situato alla 1065 Williams Street Northwest di Atlanta, Georgia, nei pressi degli uffici delle due reti televisive TBS e TNT di Techwood Drive. La struttura fu edificata inizialmente come fabbrica di tappeti e fu acquistata da Turner, trasformandola, tra gli altri, in uffici troppopieno per l'edilizia e la lavorazione del legno e per la CNN Field Engineering. Dopo che la CNN si trasferì al CNN Center nel centro di Atlanta all'inizio degli anni '80, le altre operazioni di Turner si trasferirono nel campus di Techwood, un vecchio country club che divenne il primo quartier generale della CNN. La via dello studio prende il nome dal primo colono atlantano Ammi Williams.
Il nome originale della compagnia, Ghost Planet Industries, proviene dal pianeta immaginario di Space Ghost dove conduceva il suo talk show Space Ghost Coast to Coast.
Il logo di produzione dello studio presenta un'immagine stilizzata grigia e ondulata dello studio immaginario di Space Ghost, con sotto la scritta "Williams Street". La colonna sonora del logo di produzione, un rullo di tamburi con due tintinnii di martello, è ripresa da Mark VII Limited di Jack Webb e viene spesso usata mentre viene mostrata la tessera di produzione GPI/Williams Street.
Durante i primi anni, il logo di Williams Street sarebbe stato spesso seguito dal logo di Cartoon Network usato dal 1992 al 2004 e dalla firma del copyright su uno sfondo bianco o nero. Questo è stato cambiato nel 2001, nel disegno di un teschio con il logo a scacchiera di Cartoon Network presente nei suoi denti, accompagnato dall'urlo di "Skull" di Matt Maiellaro. In alcuni programmi, l'urlo è rallentato mentre nei primi episodi di Squidbillies viene recitato da uno dei doppiatori della serie con lo scheletro del personaggio Early Cuyler che lampeggia brevemente al posto del logo normale. Il logo è stato creato da Linda Simensky.
Nel 2012 è stato rimosso il logo di Cartoon Network, spostando la firma del copyright al di sotto del logo di Williams Street. Nel 2022, la firma del copyright è stata rimossa dal logo di Williams Street e l'azienda è passata al gruppo Warner Bros. Television dopo lo scioglimento della divisione Warner Bros. Global Kids, Young Adults and Classics da parte della nuova società proprietaria Warner Bros. Discovery. Nel 2023, il logo del teschio è stato riutilizzato come logo del blocco di programmazione Checkered Past di Adult Swim.

## Società sussidiarie

### Williams Street West

Logo della Williams Street West utilizzato dal 2017 al 2020

La Williams Street West è una divisione di Williams Street prodotta da Cartoon Network. È stata lanciata nel 2003 a Los Angeles, in California, dall'allora direttore creativo della rete Matt Harrigan, servendo principalmente durante la produzione dell'ottava e nona stagione della serie animata Space Ghost Coast to Coast trasmessa sul blocco televisivo Adult Swim. Lo studio è stato fondato per esigenze di Harrigan in modo tale che potesse lavorare per la serie sia per Viacom International che con Williams Street senza dover tornare in Atlanta e se successivamente avesse chiuso gli affari con Viacom. Harrigan ha sceneggiato e prodotto cinque episodi (con i contributi dei suoi frequenti collaboratori Jim Fortier, Matt Maiellaro, Pete Smith e Dave Willis) sotto il marchio Williams Street West, trasmessi tra novembre 2003 e gennaio 2004. In seguito alla cancellazione di Space Ghost Coast to Coast nello stesso anno, lo studio ha chiuso le operazioni. La sigla riprendeva quella utilizzata da Williams Street, a sua volta prodotta per la società di produzione Mark VII Limited.
Il 18 marzo 2017 lo studio è stato ripristinato per soddisfare le esigenze del reparto digitale di Williams Street. Il nuovo logo è basato sul quartier generale di Cartoon Network, situato accanto al vecchio studio di Adult Swim. Williams Street West è stato riutilizzato per la prima volta durante una puntata di Williams Stream, uno dei livestream del sito di Adult Swim. La sigla riprende quella di Mark VII Limited, seguita da una profonda nota di sintetizzatore. In seguito alla chiusura della programmazione live stream di Adult Swim, lo studio è stato nuovamente chiuso il 25 novembre 2020.

### Williams Street Records

Logo della Williams Street Records

La Williams Street Records, LLC è una casa discografica indipendente fondata da Jason DeMarco, con sede ad Atlanta, in Georgia. È una joint venture della Williams Street Studios e della Warner Music Group (ex casa discografica di proprietà di Time Warner) ed è distribuita attraverso l'Alternative Distribution Alliance. Sotto quest'etichetta, Adult Swim ha pubblicato musiche originali alcune delle quali legate alle serie trasmesse dal blocco. L'etichetta è gestita da Chris Hartley e da Jason DeMarco.
Nel febbraio 2007 (lo stesso anno in cui è stata fondata l'etichetta discografica), Williams Street e Adult Swim hanno collaborato assieme all'etichetta indipendente Definitive Jux, per produrre un video animato per la canzone Flyentology del rapper El-P e per pubblicare un album compilation dal titolo Definitive Swim, disponibile al download gratuito, nella quale hanno collaborato la maggior parte degli artisti dell'etichetta.
Nell'ottobre 2015, DeMarco ha menzionato sulla sua pagina ASKfm che la Williams Street Records non avrebbe più messo in vendita degli album e che avrebbe pubblicato solo musica gratuita.

## Filmografia

### Serie animate TV
| Serie televisiva                         | Creatore/i                                        | Casa di produzione | Prima TV USA                  | Pubblicazione Italia |
| ---------------------------------------- | ------------------------------------------------- | --- | ----------------------------- | -------------------- |
| Space Ghost Coast to Coast               | Mike Lazzo                                        | Williams Street West (st. 8-9) | 1994-1999 2001-2004 2006-2008 | inedito              |
| Aqua Teen Hunger Force                   | Dave Willis e Matt Maiellaro                      | Wild Hare Studios (st. 1-2) Radical Axis (st. 3-9, 1º film) Awesome Inc (st. 9-11) Bento Box Atlanta (corti, 2º film) Floyd County Productions (st. 12)           | 2000-in corso                 | 2018-in corso        |
| The Brak Show                            | Jim Fortier, Andy Merrill e Pete Smith            | Turner Studios Wild Hare Studios Radical Axis | 2000–2003 2007                | inediti              |
| Harvey Birdman, Attorney at Law          | Michael Ouweleen e Erik Richter                   | Turner Studios (st. 2-4) J. J. Sedelmaier Productions, Inc. (ep. pilota, st. 1) Allied Art & Science (st. 1) Cartoon Network Studios (st. 1)                      | 2000-2001 2004-2007           | inediti              |
| Sealab 2021                              | Adam Reed e Matt Thompson                         | 70/30 Productions Radical Axis | 2000-2005                     | inediti              |
| Immortal Grand Prix                      | Production I.G                                    | Production I.G Bandai Visual Bandai Entertainment Lantis Bee Train (microserie)                                                                                   | 2003-2006                     | inediti              |
| Stroker and Hoop                         | Casper Kelly e Jeffrey G. Olsen                   | Studio B Productions Turner Studios | 2004-2005                     | inediti              |
| Perfect Hair Forever                     | Mike Lazzo, Matt Harrigan e Matt Maiellaro        | Radical Axis (st. 1-2) Bento Box Entertainment (st. 3) | 2004-2007 2014                | inediti              |
| Tom Goes to the Mayor                    | Tim Heidecker e Eric Wareheim                     | Dipshot Films (st. 1) Abso Lutely Productions (st. 2) | 2004-2006                     | inediti              |
| Robot Chicken                            | Seth Green e Matthew Senreich                     | Stoop!d Monkey ShadowMachine Films (st. 1-5) Stoopid Buddy Stoodios (st. 6+) Sony Pictures Digital (st. 1-5) Sony Pictures Television (st. 6+)                    | 2005-in corso                 | 2005-in corso        |
| 12 oz. Mouse                             | Matt Maiellaro                                    | Radical Axis (st. 1-2) Awesome Inc. (st. 3, speciale) | 2005-2007 2018 2020           | inediti              |
| Squidbillies                             | Jim Fortier e Dave Willis                         | Radical Axis (st. 1-6) Awesome Inc. (st. 7+) | 2005-2021                     | inediti              |
| Lucy, the Daughter of the Devil          | Loren Bouchard                                    | Fluid Animation Loren Bouchard L.L.C. | 2005-2007                     | inediti              |
| Minoriteam                               | Adam de la Peña, Peter Girardi e Todd James       | Funny Garbage Reas International Monkey Wrangler Productions | 2005-2006                     | inediti              |
| Moral Orel                               | Dino Stamatopoulos                                | ShadowMachine Fragical Productions Starburns Industries (speciale)                                                                                                | 2005-2008                     | inediti              |
| Metalocalypse                            | Brendon Small e Tommy Blacha                      | Titmouse | 2006-2013                     | inediti              |
| Frisky Dingo                             | Adam Reed e Matt Thompson                         | 70/30 Productions | 2006-2008                     | inediti              |
| Assy McGee                               | Matt Harrigan e Carl W. Adams                     | Soup2Nuts Clambake Animation | 2006-2008                     | inediti              |
| Superjail!                               | Christy Karacas, Stephen Warbrick e Ben Grube     | Augenblick Studios (st. 1, ep. pilota)Titmouse (st. 2-4) | 2007-2014                     | inediti              |
| The Drinky Crow Show                     | Tony Millionaire e Eric Kaplan                    | Mirari Films | 2007-2009                     | inediti              |
| Xavier: Renegade Angel                   | John Lee, Vernon Chatman, Alyson Levy e Jim Tozzi | PFFR Cinematico | 2007-2009                     | inediti              |
| Titan Maximum                            | Tom Root e Matthew Senreich                       | ShadowMachine Films Stoop!d Monkey Tom Is Awesome | 2009                          | inediti              |
| Mary Shelley's Frankenhole               | Dino Stamatopoulos                                | Fragical Productions (st. 1) ShadowMachine Films (st. 1) Starburns Industries (st. 2)                                                                             | 2010-2012                     | inediti              |
| Mongo Wrestling Alliance                 | Tommy Blacha                                      | Mirari Films | 2011                          | inediti              |
| Soul Quest Overdrive                     | Dave Willis e Matt Maiellaro                      | Radical Axis | 2011                          | inediti              |
| China, IL                                | Brad Neely                                        | Neely Comics Titmouse Working For Monsters (st. 3) | 2011-2015                     | 2016-in corso        |
| Black Dynamite                           | Michael Jai White, Byron Minns e Scott Sanders    | Ars Nova Entertainment Titmouse (st. 1) Cartoon Network Studios (st. 2) N-BOMB SQUAD (st. 2) MOI Animation (st. 2)                                                | 2012-2015                     | inedito              |
| Mr. Pickles                              | Will Carsola e Dave Stewart                       | HotHouse Productions Day by Day Productions | 2013-2019                     | 2016-in corso        |
| Rick and Morty                           | Dan Harmon e Justin Roiland                       | Harmonious Claptrap Starburns Industries (st. 1-2) Justin Roiland's Solo Vanity Card Productions! Rick and Morty, LLC. (st. 2-3) Green Portal Productions (st. 4) | 2013-in corso                 | 2016-in corso        |
| Mike Tyson Mysteries                     | Hugh Davidson                                     | Warner Bros. Animation | 2014-2020                     | inedito              |
| The Venture Bros.                        | Jackson Publick e Doc Hammer                      | Astro Base GO! World Leaders Entertainment (ep. pilota, st. 1-4) Titmouse                                                                                         | 2003-2018                     | 2021-in corso        |
| Brad Neely's Harg Nallin' Sclopio Peepio | Brad Neely                                        | Neely Comics Working For Monsters Titmouse | 2016                          | inediti              |
| Hot Streets                              | Brian Wysol                                       | Stoopid Buddy Stoodios Justin Roiland's Solo Vanity Card Productions!                                                                                             | 2016-2019                     | inediti              |
| Apollo Gauntlet                          | Myles Langlois                                    | Six Point Harness Mosaic | 2016-2017                     | inediti              |
| Samurai Jack                             | Genndy Tartakovsky                                | Cartoon Network Studios | 2017                          | 2022                 |
| The Jellies!                             | Tyler Okonma e Lionel Boyce                       | Bald Fade Productions Augenblick Studios Whalerock Industries | 2017-2019                     | inediti              |
| Tender Touches                           | Dave Bonawits, Lauren Payne e Max Simonet         | Six Point Harness (st. 2) Awesome, Inc. (st. 3) | 2017-2020                     | inediti              |
| FLCL Progressive                         | Production I.G                                    | Production I.G (ep. 1, 3-4, 6) Signal.MD (ep. 2) Production GoodBook (ep. 5)                                                                                      | 2018                          | 2019                 |
| FLCL Alternative                         | Production I.G                                    | Production I.G NUT (ep. 1, 4, 6) Revoroot (ep. 2-3, 5) | 2018                          | 2019                 |
| Ballmastrz: 9009                         | Christy Karacas                                   | Titmouse C.C.K. Rad (st. 2) | 2018-2020                     | inediti              |
| Tigtone                                  | Andrew Koehler e Benjamin Martian                 | Titmouse Babyhemyth Productions | 2019-2020                     | inediti              |
| The Shivering Truth                      | Vernon Chatman                                    | PFFR ShadowMachine (st. 1) HouseSpecial (st. 2) | 2018-2020                     | inediti              |
| Lazor Wulf                               | Henry Bonsu                                       | Bento Box Entertainment (st. 1) 6 Point Harness (st. 2) | 2019-2021                     | inediti              |
| Gēmusetto                                | Maxime Simonet                                    | Awesome Inc | 2019-2020                     | inediti              |
| Primal                                   | Genndy Tartakovsky                                | Cartoon Network Studios Studio La Cachette | 2019-in corso                 | inediti              |
| Momma Named Me Sheriff                   | Will Carsola e Dave Stewart                       | HotHouse Productions Day by Day Productions | 2019-2021                     | inediti              |
| YOLO                                     | Michael Cusack                                    | Princess Pictures Monkeystack | 2020-in corso                 | inediti              |
| JJ Villard's Fairy Tales                 | J.J. Villard                                      | Villard Film Cartoon Network Studios | 2020                          | inediti              |
| Smiling Friends                          | Michael Cusack e Zach Hadel                       | Six Point Harness (ep. pilota)Studio Yotta (ep. pilota) Princess Bento Studio Goblin Caught on Tape                                                               | 2022-in corso                 | inediti              |
| Birdgirl                                 | Michael Ouweleen e Erik Richter                   | Awesome Inc. Bedford Avenue | 2021-in corso                 | inediti              |
| Tuca & Bertie                            | Lisa Hanawalt                                     | The Tornante Company Brave Dummy Vegan Blintzes ShadowMachine | 2021-2022                     | 2019-in corso        |
| Fena: Pirate Princess                    | Kazuto Nakazawa                                   | Crunchyroll Production I.G | 2021                          | 2021                 |
| Teenage Euthanasia                       | Alyson Levy e Alissa Nutting                      | PFFR Augenblick Studios | 2021-in corso                 | inedita              |
| Blade Runner: Black Lotus                | Kenji Kamiyama e Shinji Aramaki                   | Alcon Entertainment Crunchyroll | 2021-2022                     | 2021-2022            |
| Shenmue the Animation                    | Yu Suzuki e Chikara Sakurai                       | SegaCrunchyrollTelecom Animation Film | 2022                          | 2022                 |
| Housing Complex C                        | amphibian                                         | Production I.G USA | 2022                          | inediti              |
| Royal Crackers                           | Jason Ruiz                                        | The Cheesesteak Factory AntiLaugh Titmouse | 2023                          | inediti              |
| FLCL Grunge                              | Gainax e Production I.G                           | Production I.G | 2023                          | inediti              |
| FLCL Shoegaze                            | Gainax e Production I.G                           | Production I.G | 2023                          | inediti              |
| Ninja Kamui                              | Sunghoo Park                                      | E&H Production Sola Entertainment | 2024-in corso                 | inediti              |
| Uzumaki                                  | Junji Ito                                         | Production I.G USA | 2024                          | inediti              |
| Common Side Effects                      | Joseph Bennett e Steve Hely                       | Green Street Pictures Bandera Entertainment Tell Me More | 2025-in corso                 | inediti              |

### Serie live-action
| Serie televisiva                             | Creatore/i                                    | Casa di produzione                                                                                 | Prima TV USA   | Pubblicazione Italia |
| -------------------------------------------- | --------------------------------------------- | -------------------------------------------------------------------------------------------------- | -------------- | -------------------- |
| Tim and Eric Awesome Show, Great Job!        | Tim Heidecker e Eric Wareheim                 | Abso Lutely Productions                                                                            | 2007-2010 2017 | inediti              |
| Saul of the Mole Men                         | Craig Lewis                                   | Funny Garbage                                                                                      | 2007           | inediti              |
| Fat Guy Stuck in Internet                    | John Gemberling e Curtis Gwinn                | Cowboy & John Productions                                                                          | 2007-2008      | inediti              |
| Delocated                                    | Jon Glaser                                    | PFFR Unintelligible Grunt                                                                          | 2008-2013      | inediti              |
| Check It Out! with Dr. Steve Brule           | John C. Reilly, Tim Heidecker e Eric Wareheim | Abso Lutely Productions                                                                            | 2010-2016      | inediti              |
| Childrens Hospital                           | Rob Corddry                                   | The Corddry Company Abominable Pictures Warner Bros. Studio 2.0                                    | 2010-2016      | inediti              |
| Run It Back                                  | Mike Terrell e Sean Akins                     | Turner Sports Turner Studios                                                                       | 2010-2011      | inediti              |
| Off the Air                                  | Dave Hughes                                   | Million Monkeys Inc.                                                                               | 2011-in corso  | inediti              |
| Eagleheart                                   | Michael Koman e Andrew Weinberg               | Dakota Pictures Conaco                                                                             | 2011-2014      | inediti              |
| NTSF:SD:SUV::                                | Paul Scheer                                   | 2nd Man On The Moon Abominable Pictures                                                            | 2011-2013      | 2016                 |
| The Heart, She Holler                        | Vernon Chatman, John Lee e Alyson Levy        | PFFR                                                                                               | 2011-2014      | inediti              |
| Loiter Squad                                 | Odd Future                                    | Dickhouse Productions (st. 1-2) Gorilla Flicks (st. 3) The Great Wang Of The Floggnaw Land (st. 3) | 2012-2014      | inediti              |
| The Eric André Show                          | Eric Andre                                    | Abso Lutely Productions Sick Duck Productions Naked Faces Working For Monsters (st. 1-2)           | 2012-in corso  | inediti              |
| The Restless Bell                            | Dave Drabik e Andrew Benator                  | Fine Line Productions Turner Studios                                                               | 2012           | inediti              |
| You're Whole                                 | Michael Ian Black                             | Abominable Pictures                                                                                | 2012-2013      | inediti              |
| Newsreaders                                  | Rob Corddry, Jonathan Stern e David Wain      | The Corddry Company Abominable Pictures Warner Bros. Studio 2.0                                    | 2013–2015      | inediti              |
| Your Pretty Face Is Going to Hell            | Casper Kelly e Dave Willis                    | | 2013-2019      | inediti              |
| Hot Package                                  | Derrick Beckles                               | Abso Lutely Productions TV Carnage Abominable Pictures                                             | 2013-2015      | inediti              |
| Tim & Eric's Bedtime Stories                 | Tim Heidecker e Eric Wareheim                 | Abso Lutely Productions                                                                            | 2013-2017      | inediti              |
| Black Jesus                                  | Aaron McGruder e Mike Clattenburg             | 5 Mutts Productions Triage Entertainment                                                           | 2014-2019      | inediti              |
| Decker                                       | Tim Heidecker e Gregg Turkington              | Abso Lutely Productions                                                                            | 2014-2020      | inediti              |
| Neon Joe, Werewolf Hunter                    | Jon Glaser                                    | PFFR Unintelligible Grunt                                                                          | 2015-2017      | inediti              |
| Million Dollar Extreme Presents: World Peace | Million Dollar Extreme                        | Million Dollar Extreme Rent Now Productions                                                        | 2016           | inediti              |
| Dream Corp, LLC                              | Daniel Stessen                                | Caviar Content (st. 1) Alive and Kicking, Inc. (st. 2)                                             | 2016-2020      | inediti              |
| Joe Pera Talks with You                      | Joe Pera                                      | Chestnut Walnut Unlimited Factual Productions                                                      | 2018-2021      | inediti              |
| Mostly 4 Millennials                         | Derrick Beckles                               | TV Carnage Sick Duck Productions Factual Productions                                               | 2018           | inediti              |
| Tropical Cop Tales                           | Jim Hosking e Toby Harvard                    | Another HH Production Alive and Kicking, Inc.                                                      | 2018-2019      | inediti              |
| Three Busy Debras                            | Sandy Honig, Mitra Jouhari e Alyssa Stonoh    | Paper Kite Productions Alive and Kicking, Inc.                                                     | 2020-2022      | inediti              |
| Beef House                                   | Tim Heidecker e Eric Wareheim                 | Abso Lutely Productions                                                                            | 2020           | inediti              |

### Webserie
| Serie | Creatore/i                   | Casa di produzione                              | Prima TV USA   |
| --- | ---------------------------- | ----------------------------------------------- | -------------- |
| Carl's Stone Cold Lock of the Century of the Week                                                                             | Matt Maiellaro e Dave Willis |                                                 | 2007-2016      |
| King Star King | J.J. Villard                 | Kurtis Titmouse, Inc. Mirari Films (ep. pilota) | 2013-2014 2023 |
| The Cry of Mann | Robby Rackleff               | AB Video Solutions, LLC                         | 2017           |
| Williams Stream - On Cinema - FishCenter Live - Pregame Prognostifications from the Pigskin Wyzzard - Last Stream on the Left | Williams Street              |                                                 | 2017-2020      |
| The Call of Warr | Robby Rackleff               | AB Video Solutions, LLC                         | 2018           |
| Alabama Jackson | Donald Faison                | Adeosun Stoopid Buddy Stoodios                  | 2022           |
| Aquadonk Side Pieces | Matt Maiellaro e Dave Willis | Bento Box Entertainment                         | 2022           |
| Vindicators 2 | Justin Roiland e Dan Harmon  | Atomic Cartoons                                 | 2022           |
| Your Pretty Face Is Going to Hell: The Cartoon                                                                                | Casper Kelly e Dave Willis   | Copernicus Studios                              | 2022           |

### Episodi pilota
| Serie televisiva                                                        | Creatore/i                                                    | Casa di produzione                                              | Anno |
| ----------------------------------------------------------------------- | ------------------------------------------------------------- | --------------------------------------------------------------- | ---- |
| Spacecataz                                                              | Dave Willis e Matt Maiellaro                                  | Radical Axis                                                    | 2004 |
| Korgoth of Barbaria                                                     | Aaron Springer                                                | Cartoon Network Studios                                         | 2006 |
| Let's Fish                                                              | Mark Rivers                                                   | Titmouse, Inc.                                                  | 2007 |
| That Crook'd 'Sipp                                                      | Nick Weidenfeld, Jacob Escobedo e Mike Weiss                  | Turner Studios                                                  | 2007 |
| Lowe Country                                                            | George Lowe                                                   |                                                                 | 2007 |
| Stiff                                                                   | Matt Maiellaro                                                | Radical Axis                                                    | 2007 |
| Neon Knome                                                              | Ben Jones                                                     | PFFFR                                                           | 2008 |
| Snake 'n' Bacon                                                         | Michael Kupperman, Scott Jacobson e Rich Blomquist            | Fayettenam Records Corp.                                        | 2009 |
| Paid Programming                                                        | H. Jon Benjamin e David Cross                                 |                                                                 | 2009 |
| The New Big Ball with Neil Hamburger                                    | Gregg Turkington, Tim Heidecker e Eric Wareheim               | Abso Lutely Productions                                         | 2009 |
| Yappy Broads                                                            | Madeleine Smithberg                                           | Mad Cow Productions                                             | 2010 |
| Cheyenne Cinnamon and the Fantabulous Unicorn of Sugar Town Candy Fudge | Dave Willis e Matt Harrigan                                   | Radical Axis                                                    | 2010 |
| Duckworth                                                               | Dave Willis e Matt Harrigan                                   | Radical Axis                                                    | 2011 |
| Southies                                                                | Carl W. Adams                                                 | Clambake Animation                                              | 2011 |
| Totally for Teens                                                       | Derrick Beckles e Sabrina Saccoccio                           | TV Carnage                                                      | 2011 |
| Major Lazer                                                             | Diplo, Switch, Ferry Gouw e Kevin Kusatsu                     | Mad Decent Titmouse, Inc.                                       | 2011 |
| Guy Suavé: Homicidal Spy                                                | Eric Von Hoffman e Jay Johnston                               | Dakota Pictures Johnston Hoffman Production                     | 2011 |
| Tight Bros                                                              | Sam Johnson e Chris Marcil                                    | Clambake Animation                                              | 2011 |
| Let's Do This!                                                          | Bob Odenkirk                                                  | LeFoole, Inc. Odenkirk Provissiero                              | 2012 |
| Green Bench: The American Day Dream                                     | Jamaal R. Fisher, John Holland e Nicholas Travis              | Dakota Pictures Greenbench Productions                          | 2013 |
| Candy Ranch                                                             | Three Loco                                                    | Abso Lutely Productions                                         | 2013 |
| Übermansion                                                             | Zeb Wells e Matthew Senreich                                  | Stoop!d Monkey Stoopid Buddy Stoodios                           | 2013 |
| Filthy Sexy Teen$                                                       | Paul Scheer, Jonathan Stern e Curtis Gwinn                    | 2nd Man On The Moon Abominable Pictures                         | 2013 |
| Coffin Dodgers                                                          | Dave Jeser e Matt Silverstein                                 | Rough Draft Studios                                             | 2013 |
| Rolling with Dad                                                        | David Katzenberg e Seth Grahame-Smith                         | KatzSmith Productions Bento Box Entertainment                   | 2013 |
| Sperm Boat                                                              | Matt Harrigan                                                 | Flannypop Thank You, Brain! Productions                         | 2013 |
| The Team Unicorn Saturday Action Fun Hour!                              | Clare Grant, Rileah Vanderbilt, Seth Green e Matthew Senreich | Danger Maiden Productions Stoopid Buddy Studios                 | 2014 |
| Youth Large                                                             | Nathan Barnatt, Seth Barnatt e Paul B. Cummings               | Barnatt Brothers Productions New Wave Entertainment             | 2014 |
| Fartcopter                                                              | Rob Huebel                                                    | Abominable Pictures                                             | 2014 |
| Harold & Kumar                                                          | Jon Hurwitz e Hayden Schlossberg                              | Lionsgate Television Bento Box Entertainment                    | 2014 |
| The Pound Hole                                                          | Daniel Weidenfeld                                             | Working For Monsters Douggpound                                 | 2015 |
| Doble Fried                                                             | Matt Furie                                                    | PFFFR Titmouse, Inc.                                            | 2015 |
| Gigglefudge, USA!                                                       | Nicholas Maier e Dimitri Simakis                              | PFFFR Everything Is Terrible! FishBowl Worldwide Media          | 2016 |
| The Hindenburg Explodes!                                                | Rob Corddry, Josh Perilo e Jonathan Stern                     | Abominable Pictures The Corrdry Company Timers Head Productions | 2016 |
| The Mark Lembeck Technique                                              | Adam Lustick                                                  | Scrubble                                                        | 2016 |
| Scavengers                                                              | Joseph Bennett e Charles Huettner                             | Titmouse, Inc.                                                  | 2016 |
| Bad Guys                                                                | Paul Scheer e Nick Giovannetti                                | Bento Box Entertainment Geezus 2nd Man On The Moon              | 2016 |
| Chuck Deuce                                                             | Matt Iles, Chioke "Stretch" McCoy e Lars Kenseth              | ShadowMachine                                                   | 2018 |
| Trap Universe                                                           | J.J. Villard                                                  | Villard Film Titmouse, Inc.                                     | 2018 |
| Dayworld                                                                | Cole Kush e Jay Weingarten                                    | Abso Lutely Productions Daytime Studio                          | 2018 |
| Art Prison                                                              | Tom Kauffman e Paul Isakson                                   | Yum Yum Starburns Industries                                    | 2018 |
| Ole Bud's ANU Football Weekly                                           | Chris Powell e Chip Hall                                      | Dutch Treat Productions Alive and Kicking, Inc.                 | 2018 |
| Di Bibl                                                                 | John Lee e Kytten Janae                                       | PFFFR Daisy Studio                                              | 2019 |
| Lusty Crest                                                             | Kati Skelton                                                  | It's Grim Factual Productions                                   | 2020 |
| Bad Manners                                                             | Todd Rohal                                                    | PFFFR TUbb Alive and Kicking, Inc.                              | 2020 |
| The Animated Adventures of Jack Decker                                  | Tim Heidecker e Gregg Turkington                              | Abso Lutely Productions Copernicus Studios                      | 2020 |
| Skeleton Landlord                                                       | Doug Bleichner e Sam Wagstaff                                 |                                                                 | 2020 |
| Learning with Pibby                                                     | Dodge Greenley                                                | Cartoon Network Studios                                         | 2021 |
| Macbeth with Dinosaurs                                                  | Matt Foster e Dave W. Campbell                                | Awesome Inc.                                                    | 2021 |
| I'm the Major of Bimmi Gardens                                          | Pat Bishop, Chris Fleming, Matt Ingebreston e Jake Weisman    | No Joe Incredible Success! Alive & Kicking, Inc.                | 2021 |
| Yenor!                                                                  | Jim Fortier e Matt Maiellaro                                  | Bento Box Entertainment                                         | 2023 |
| Eggland                                                                 | Cole Kush, Brendan O'Hare e Conner O'Malley                   | Irony Point Grim Machine                                        | 2024 |
| Mystery Cuddlers                                                        | Pendleton Ward e Jack Pendarvis                               |                                                                 | 2024 |

### Speciali

#### Indipendenti
| Titolo                                                         | Creatore/i                                    | Casa di produzione                                                               | Prima TV USA  |
| -------------------------------------------------------------- | --------------------------------------------- | -------------------------------------------------------------------------------- | ------------- |
| Infomercials                                                   | Vari                                          | Vari                                                                             | 2009-in corso |
| Freaknik: The Musical                                          | Carl Jones e Nick Weidenfeld                  | Nappy Boy Entertainment Titmouse, Inc.                                           | 2010          |
| Earth Ghost                                                    | George Lowe                                   |                                                                                  | 2011          |
| The Greatest Event in Television History                       | Adam Scott e Naomi Scott                      | Gettin' Rad Electric Soup Productions                                            | 2012-2014     |
| Dinner with Friends with Brett Gelman and Friends              | Brett Gelman e Jason Woliner                  | Abso Lutely Productions                                                          | 2014          |
| Dinner with Family with Brett Gelman and Brett Gelman's Family | Brett Gelman e Jason Woliner                  | Abso Lutely Productions                                                          | 2015          |
| The Adult Swim Golf Classic: Daly vs. Scott                    | Jon Daly                                      | J.O.N. Alive and Kicking, Inc.                                                   | 2016          |
| Brett Gelman's Dinner in America                               | Brett Gelman e Jason Woliner                  | Abso Lutely Productions                                                          | 2016          |
| Mr. Neighbor's House                                           | Jesse Falcon, Brian Huskey e Jason Mantzoukas | El Zombie, Inc. Mantzoukas Marimacha The Corddry Company Alive and Kicking, Inc. | 2016-2018     |
| Joe Pera Helps You Find the Perfect Christmas Tree             | Joe Pera                                      | Chestnut Walnut Unlimited Rent Now Productions                                   | 2016          |
| Mother, May I Dance with Mary Jane's Fist?                     | Mary Elizabeth Ellis e Artemis Pebdani        | Abso Lutely Productions Bounce Castle                                            | 2018          |
| Soft Focus                                                     | Jena Friedman                                 | CNT Productions Factual Productions                                              | 2018-2019     |
| Hunky Boys Go Ding-Dong                                        | Zack Carlson, Bryan Connolly e Todd Rohal     | PFFFR Steak Beef Bee Jamesandwich Beef Version Factual Productions               | 2018          |
| Smalls                                                         | Vari                                          | Vari                                                                             | 2018-in corso |
| Booch Gets Shot                                                | Cole Cassell                                  |                                                                                  | 2019          |
| Booch Eats a Car                                               | Cole Cassell                                  | School Of Humans Mallard Brothers Productions                                    | 2019          |
| The F-Spot with Derrick Beckles                                | Derrick Beckles                               | TV Carnage Sick Duck Productions                                                 | 2020          |
| Adult Swim Yule Log                                            | Casper Kelly                                  | Fried Society                                                                    | 2022          |

#### Associati
| Titolo | Casa di produzione                                                              | Prima TV USA | Pubblicazione Italia |
| --- | ------------------------------------------------------------------------------- | ------------ | -------------------- |
| Space Ghost Coast to Coast: The Mask                                                                                     |                                                                                 | 1994         | inediti              |
| A Space Ghost Christmas                                                                                                  |                                                                                 | 1994         | inediti              |
| Space Ghost Coast to Coast: Jonny Quest                                                                                  | 1996                                                                            |              | inediti              |
| Brak Presents the Brak Show Starring Brak                                                                                | 2000                                                                            |              | inediti              |
| Anime Talk Show | 2004                                                                            |              | inediti              |
| Tom Goes to the Mayor: A Look Behind the Scenes                                                                          | Abso Lutely Productions                                                         | 2005         | inediti              |
| 12 oz. Mouse Spider-Man Special                                                                                          |                                                                                 | 2005         | inediti              |
| Robot Chicken's Christmas Special                                                                                        | ShadowMachine Stoop!d Monkey Sony Pictures Digital                              | 2005         | inediti              |
| Robot Chicken: Star Wars Episodio I                                                                                      | ShadowMachine Stoop!d Monkey Lucasfilm Sony Pictures Digital                    | 2007         | 2016                 |
| Robot Chicken's Half-Assed Christmas Special                                                                             | ShadowMachine Stoop!d Monkey Sony Pictures Digital                              | 2007         | inediti              |
| The Young Person's Guide to History                                                                                      | Funny Garbage                                                                   | 2008         | inediti              |
| The Xtacles | 70/30 Productions                                                               | 2008         | inediti              |
| Robot Chicken: Star Wars Episodio II                                                                                     | ShadowMachine Stoop!d Monkey Lucasfilm Sony Pictures Digital                    | 2008         | 2016                 |
| Robot Chicken: Star Wars Episode 2.5                                                                                     | ShadowMachine Stoop!d Monkey Lucasfilm Sony Pictures Digital                    | 2009         | inediti              |
| Robot Chicken's Full-Assed Christmas Special                                                                             | ShadowMachine Stoop!d Monkey Sony Pictures Digital                              | 2009         | inediti              |
| Tim and Eric Awesome Show, Great Job!: Chrimbus Special                                                                  | Abso Lutely Productions                                                         | 2010         | inediti              |
| Robot Chicken: Star Wars Episodio III                                                                                    | [toop!d Monkey ShadowMachine Lucasfilm Sony Pictures Digital                    | 2010         | 2016                 |
| Robot Chicken's DP Christmas Special                                                                                     | Stoop!d Monkey ShadowMachine Sony Pictures Digital                              | 2010         | 2018                 |
| The Venture Bros. – From the Ladle to the Grave: The Story of Shallow Gravy                                              | Astro-Base GO! Titmouse, Inc.                                                   | 2011         | inedito              |
| Robot Chicken Speciale DC Comics                                                                                         | Stoop!d Monkey Stoopid Buddy Stoodios DC Entertainment Sony Pictures Television | 2012         | 2018                 |
| The Venture Bros.: A Very Venture Halloween                                                                              | Astro-Base GO! Titmouse, Inc.                                                   | 2012         | inediti              |
| The NTSF:SD:SUV:HISS Infomercial                                                                                         | 2nd Man On The Moon Abominable Pictures                                         | 2012         | inediti              |
| Beforel Orel: Trust | Starburns Industries                                                            | 2012         | inediti              |
| NTSF:SD:SUV:: – Christmas Activity                                                                                       | 2nd Man On The Moon Abominable Pictures                                         | 2012         | inediti              |
| Swords, Knives, Very Sharp Objects and Cutlery                                                                           | 2nd Man On The Moon Abominable Pictures                                         | 2012         | inediti              |
| Speciale di Natale di Robot Chicken                                                                                      | Stoop!d Monkey Stoopid Buddy Stoodios Sony Pictures Television                  | 2012         | 2016                 |
| The Eric Andre New Year's Eve Spooktacular                                                                               | Abso Lutely Productions Naked Faces Sick Duck Productions                       | 2012         | inediti              |
| NTSF:SD:SUV:: – Inertia                                                                                                  | 2nd Man On The Moon Abominable Pictures                                         | 2013         | inediti              |
| Dan Deacon: U.S.A. | Million Monkeys                                                                 | 2013         | inediti              |
| Metalocalypse: The Doomstar Requiem                                                                                      | Titmouse, Inc.                                                                  | 2013         | inediti              |
| Robot Chicken: Born Again Virgin Christmas Special                                                                       | Stoop!d Monkey Stoopid Buddy Stoodios Sony Pictures Television                  | 2013         | inediti              |
| Robot Chicken Speciale DC Comics 2                                                                                       | Stoop!d Monkey Stoopid Buddy Stoodios DC Entertainment Sony Pictures Television | 2014         | 2018                 |
| Robot Chicken – Speciale Panna Inacidita                                                                                 | Stoop!d Monkey Stoopid Buddy Stoodios Sony Pictures Television                  | 2014         | 2016                 |
| Robot Chicken - Speciale un sacco di festività ma non temete c’è anche il Natale perciò levati il palo dal c**o Fox News | Stoop!d Monkey Stoopid Buddy Stoodios Sony Pictures Television                  | 2014         | 2016                 |
| The Venture Bros.: All This and Gargantua-2                                                                              | Astro-Base GO! Titmouse, Inc.                                                   | 2015         | inediti              |
| Bagboy | Abso Lutely Productions                                                         | 2015         | inediti              |
| Robot Chicken Speciale DC Comics 3                                                                                       | Stoop!d Monkey Stoopid Buddy Stoodios DC Entertainment Sony Pictures Television | 2015         | 2018                 |
| Tim & Eric's Bedtime Stories: Sauce Boy                                                                                  | Abso Lutely Productions                                                         | 2015         | inediti              |
| Black Jesus: A Very Special Christmas in Compton                                                                         | 5 Mutts Productions Triage Entertainment                                        | 2015         | inediti              |
| Tim & Eric's Bedtime Stories: Tornado                                                                                    | Abso Lutely Productions                                                         | 2015         | inediti              |
| Lo Speciale di Natale di Robot Chicken: X-Mas United                                                                     | Stoop!d Monkey Stoopid Buddy Stoodios Sony Pictures Television                  | 2015         | 2022                 |
| Awesome 10 Year Anniversary Version, Great Job?                                                                          | Abso Lutely Productions                                                         | 2017         | inedito              |
| Robot Chicken - Speciale Walking Dead: Guarda chi Cammina                                                                | Stoop!d Monkey Stoopid Buddy Stoodios Sony Pictures Television                  | 2017         | 2022                 |
| Check It Out! with Scott Clam                                                                                            | Abso Lutely Productions                                                         | 2017         | inediti              |
| Freshly Baked: The Robot Chicken Santa Claus Pot Cookie Freakout Special – Special Edition                               | Stoop!d Monkey Stoopid Buddy Stoodios Sony Pictures Television                  | 2017         | inediti              |
| Squidbillies: The War on the War on Christmas                                                                            |                                                                                 | 2017         | inediti              |
| Eric Andre Does Paris | Sick Duck Productions The Kitao Boyz Delirio Films                              | 2018         | inediti              |
| Bushworld Adventures |                                                                                 | 2018         | inediti              |
| 12 oz. Mouse: Invictus                                                                                                   |                                                                                 | 2018         | inediti              |
| Harvey Birdman: Attorney General                                                                                         | 11:36 Entertainment                                                             | 2018         | inediti              |
| KRFT Punk's Political Party                                                                                              | Abso Lutely Productions Full Clarity Sick Duck Productions                      | 2019         | inediti              |
| Robot Chicken's Santa's Dead (Spoiler Alert) Holiday Murder Thing Special                                                | Stoop!d Monkey Stoopid Buddy Stoodios Sony Pictures Television                  | 2019         | inediti              |
| Relaxing Old Footage with Joe Pera                                                                                       | Factual Productions Chestnut Walnut Unlimited                                   | 2020         | inediti              |
| The Bleepin' Robot Chicken Archie Comics Special                                                                         | Stoop!d Monkey Stoopid Buddy Stoodios Sony Pictures Television Archie Comics    | 2021         | inediti              |
| Happy Russian Deathdog Dolloween 2 U                                                                                     | Stoop!d Monkey Stoopid Buddy Stoodios                                           | 2021         | inediti              |
| King Star King!/!/!/ | Villard Film Rough Draft Studios                                                | 2023         | inediti              |
| Ballmastrz: Rubicon | PFFFR C.C.K. Rad Studio 4°C                                                     | 2023         | inediti              |

### Blocchi televisivi
| Serie televisiva                    | Casa di produzione | Prima TV USA            |
| ----------------------------------- | ------------------ | ----------------------- |
| Cartoon Planet                      | Turner Studios     | 1995-1998 2012-2014     |
| Toonami                             |                    | 1997-2008 2012-in corso |
| Saturday Video Entertainment System |                    | 2003-2004               |
| Miguzi                              |                    | 2004-2007               |
| Checkered Past                      |                    | 2023-in corso           |

### Film
| Serie televisiva                                     | Casa di produzione      | Prima TV USA |
| ---------------------------------------------------- | ----------------------- | ------------ |
| Aqua Teen Hunger Force Colon Movie Film for Theaters |                         | 2007         |
| Mister America                                       | Abso Lutely Productions | 2019         |

### Film direct-to-video
| Serie televisiva                                            | Casa di produzione            | Pubblicazione USA |
| ----------------------------------------------------------- | ----------------------------- | ----------------- |
| Aqua Teen Forever: Plantasm                                 | Bento Box Entertainment       | 2022              |
| The Venture Bros.: Radiant Is the Blood of the Baboon Heart | Astro-Base GO! Titmouse, Inc. | 2023              |
| Metalocalypse: Army of the Doomstar                         | Titmouse, Inc.                | 2023              |

### Serie future
| Serie televisiva                                             | Creatore/i               | Casa di produzione                                        | Prima TV USA |
| ------------------------------------------------------------ | ------------------------ | --------------------------------------------------------- | ------------ |
| Oh My God…Yes! A Series of Extremely Relatable Circumstances | Adele "Supreme" Williams | Undercooked Rice Honeywater Entertainment 6 Point Harness | 9 marzo 2025 |
| Women Wearing Shoulder Pads                                  | Gonzalo Cordova          | Cinema Fantasma                                           | TBA          |
| Ha Ha You Clowns                                             | Joe Cappa                |                                                           | TBA          |

## Videogiochi
| Videogioco                                 | Sviluppo              | Pubblicazione | Data di pubblicazione |
| ------------------------------------------ | --------------------- | ------------- | --------------------- |
| Aqua Teen Hunger Force Zombie Ninja Pro-Am | Creat Studios         | Midway Games  | 2007                  |
| Harvey Birdman: Attorney at Law            | High Voltage Software | Capcom        | 2008                  |